# Rue Jean Wellens
Pour les articles homonymes, voir Wellens.
La rue Jean Wellens (en néerlandais: Jean Wellensstraat) est une rue bruxelloise de la commune de Woluwe-Saint-Pierre qui va du carrefour de la rue René Declercq, de la rue Louis Titeca et de la rue Paul Wemaere à l'avenue Jules de Trooz.
Il s'agit d'une rue à sens unique, accessible uniquement par l'avenue Jules de Trooz, mais à double sens pour les cyclistes (Sul).

## Historique et description
La rue porte le nom du soldat Pierre Jean Wellens, né le 10 septembre 1885 à Schaarbeek, mort de maladie encéphalite à Calais en France le 30 juin 1917 lors de la première guerre mondiale. Il était domicilié dans la commune de Woluwe-Saint-Pierre.

## Inventaire régional des biens remarquables
Plusieurs maisons de cette rue sont répertoriées à l'inventaire du patrimoine architectural de Bruxelles.

## Transport en commun
- arrêt Chien Vert du bus 36 (STIB)
- arrêt Chien Vert du tram 39 (STIB)
- arrêt Chien Vert du tram 44 (STIB)